# Synagoge Barchfeld
Die Synagoge in Barchfeld bestand von 1845 bis 1938 in der Gemeinde Barchfeld, heute Teil der Gemeinde Barchfeld-Immelborn im Wartburgkreis in Thüringen. Sie befand sich am Standort Nürnberger Straße 40.

## Jüdische Gemeinde Barchfeld
Seit dem 16. Jahrhundert lebten Juden in Barchfeld, darunter auch Vertriebene aus dem Hochstift Würzburg. Der jüdischen Kultusgemeinde gehörten 1700 sechs Familien an, 1720 zählte die Gemeinde 76 Personen, 1825 32 Haushaltungen mit
165 Personen. 1887 erreichte die Anzahl jüdischer Bürger in Barchfeld mit 240 ihren Höchststand. 1923 waren es noch 85 und
1932/33 noch 63 Mitglieder der jüdischen Kultusgemeinde.

## Synagoge
Bereits im 18. Jahrhundert wurde in Barchfeld eine Synagoge errichtet, dazu eine Mikwe, ein Jüdischer Friedhof und bereits vor 1836 eine jüdische Schule. 1841/42 wurde ein neues Schulgebäude errichtet, dessen Standort heute nicht mehr bekannt ist.
1844/45 erbaute man eine neue Synagoge, sie wurde am 19. September 1845 eingeweiht. 1879 beschädigte ein Brand die Synagoge schwer, so dass sie bis zum 20. August 1880 umfassend renoviert werden musste. Das Gebäude diente den Juden aus Barchfeld und der Umgebung (u. a. Breitungen/Werra, Bad Liebenstein, Floh-Seligenthal, Brotterode und zeitweise auch Schmalkalden) als Gemeindesynagoge.
In der Nacht zum 9. November 1938 wurde die Inneneinrichtung der Synagoge entfernt und das Gebäude abgebrochen. Das frei gewordene Grundstück blieb nach 1945 unbebaut.

## Gedenken

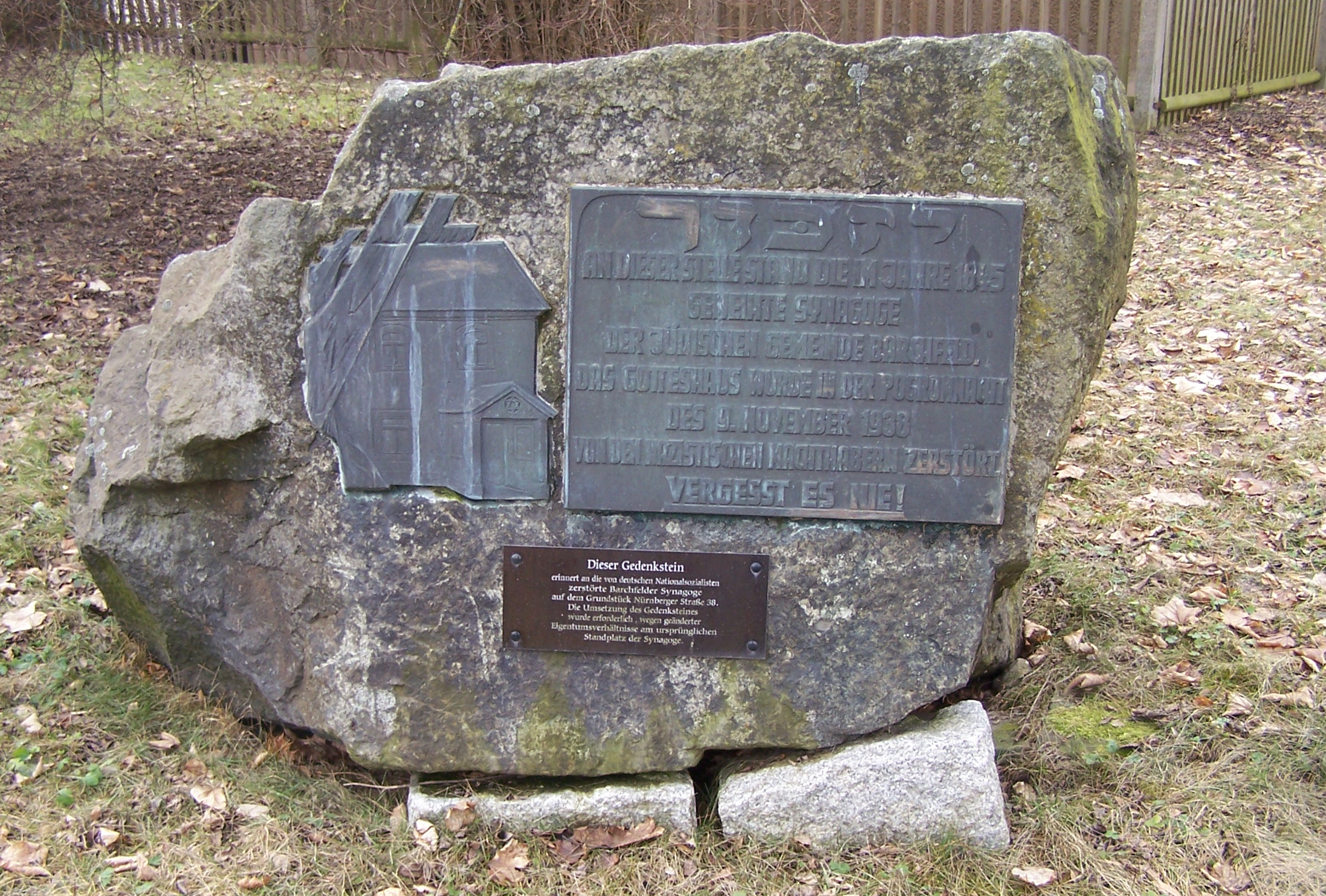
Gedenkstein auf dem jüdischen Friedhof in Barchfeld

Auf dem Nachbargrundstück errichtete man 1988 einen Gedenkstein, der 1995 auf den  jüdischen Friedhof Barchfeld transloziert wurde.
Seit 2013 wurden in Barchfeld 34 Stolpersteine verlegt.